# Archives départementales de Loir-et-Cher
Les archives départementales de Loir-et-Cher sont une direction du conseil départemental de Loir-et-Cher. Elles se situent à Blois, 2 rue Louis-Bodin et à Vineuil, 77 rue Réaumur.

## Historique
Les archives départementales de Loir-et-Cher, comme celles des autres départements de France, sont créées par la loi du 5 brumaire an V (26 octobre 1796). Cette loi prescrit le dépôt, au chef-lieu de département, des archives jusqu'alors rassemblées dans les chefs-lieux des districts, eux-mêmes supprimés le 5 fructidor an III (22 août 1795).
Pendant la Révolution, les archives s'installent dans l'ancienne abbaye de Bourgmoyen, puis rejoignent en 1802 le bâtiment de l'évêché. En 1830, elles sont transférées dans l'ancien couvent de la Visitation, qui accueille conseil général et préfecture. En 1886, la chapelle de la Visitation est entièrement réaménagée pour conserver les archives. En 1964, elles sont installées dans un nouveau bâtiment, rue Louis-Bodin.

## Directeurs
- An III : Toutain[1] ;
- 1849 : M. Savaron[2]
- 1854-1866 : Alfred de Martonne[1] ;
- 1866-1877 : Paul de Fleury[3] ;
- 1877-1879 : M. Delahaye[4] ;
- 1879-1888 : M. Bournon[5] ;
- 1888-1898 : Alfred Bourgeois[6] ;
- 1898-1925 : Guy Trouillard[7];
- 1925-1934 : André Betgé-Brezetz[8] ;
- 1941-1978 : Jean Martin-Demézil[1],[9] ;
- 1979- : Thérèse Burel[10] ;
- 1992-2000 : Nicole Patureau[11] ;
- 2000-2019 : Anne-Cécile Tizon-Germe[12] ;
- Depuis 2019 : Anne-Elyse Lebourgeois

## Fonds numérisés
Depuis 2011, les archives départementales de Loir-et-Cher proposent sur leur site internet des inventaires des fonds d'archives et des documents numérisés :
- registres paroissiaux
- état civil
- recensements
- matricules militaires
- cadastre napoléonien
- documents iconographiques

## Pour approfondir